# Tyskland i olympiska sommarspelen 2024
Tyskland deltog i olympiska sommarspelen 2024 i Paris från 26 juli till 11 augusti 2024. Det var nationens artonde deltagande vid de olympiska sommarspelen. Landet började vara med i OS från 1896 men blev ej inbjudet 1920 och 1924, efter landets roll i första världskriget, likaledes 1948 efter landets roll i andra världskriget. Från 1956 till 1964 tävlade tyskar som Tysklands förenade lag i olympiska spelen (EUA), 1968 delades laget i två lag Västtyskland och Östtyskland. Västtyskland bojkottade 1980-spelen, som en del av amerikansk ledd bojkott, och återvände sedan 1984. Östtyskland bojkottade 1984 års spel, som en del av sovjetiskt ledd bojkott, och 1988 deltog Östtyskland för sista gången. Ett år efter Berlinmurens fall återförenades Väst- och Östtyskland som ett land i 1990 och det har deltagit i alla olympiska sommarspelen sedan 1992.
Den tyska OS-truppen bestod av 428 idrottare (212 damer och 216 herrar) som tävlade i 30 sporter. Den tyska olympiska kommittèn Deutscher Olympischer Sportbund hade utsett Olaf Tabor till truppens Chef de Mission. Basketspelaren Dennis Schröder och judokan Anna-Maria Wagner var flaggbärare. Nationen vann 33 medaljer, varav 12 guld, och hamnade på 10:e plats i medaljligan för dessa spel.

## Medaljörer
Tysklands medaljörer vid olympiska spelen 2024 i Paris:
| Medalj | Namn | Sport      | Gren                                     | Datum      |
| ------ | --- | ---------- | ---------------------------------------- | ---------- |
| Guld   | Lukas Märtens | Simning    | Herrarnas 400 m frisim                   | 27 juli    |
| Guld   | Michael Jung | Ridsport   | Individuell fälttävlan                   | 29 juli    |
| Guld   | Oliver Zeidler | Rodd       | Herrarnas singelsculler                  | 3 augusti  |
| Guld   | Jessica von Bredow-Werndl Isabell Werth Frederic Wandres | Ridsport   | Lagtävling i dressyr                     | 3 augusti  |
| Guld   | Jessica von Bredow-Werndl | Ridsport   | Individuell dressyr                      | 4 augusti  |
| Guld   | Tim Hellwig Lisa Tertsch Lasse Lührs Laura Lindemann | Triathlon  | Mixstafett i triathlon                   | 5 augusti  |
| Guld   | Tysklands damlandslag i 3x3-basket: - Svenja Brunckhorst - Sonja Greinacher - Elisa Mevius - Marie Reichert | Basket     | Damernas turnering i basket 3x3          | 5 augusti  |
| Guld   | Christian Kukuk | Ridsport   | Individuell hoppning                     | 6 augusti  |
| Guld   | Max Lemke Tom Liebscher Max Rendschmidt Jacob Schopf | Kanotsport | Men's K-4 500 m                          | 8 augusti  |
| Guld   | Max Lemke Jacob Schopf | Kanotsport | Herrarnas K-2 500 m                      | 9 augusti  |
| Guld   | Darja Varfolomeev | Gymnastik  | Damernas rytmiska individualla mångkamp  | 9 augusti  |
| Guld   | Yemisi Ogunleye | Friidrott  | Damernas kulstötning                     | 9 augusti  |
| Silver | Miriam Butkereit | Judo       | Damernas mellanvikt (70 kg)              | 31 juli    |
| Silver | Elena Lilik | Kanotsport | Damernas C-1 slalom                      | 31 july    |
| Silver | Florian Unruh Michelle Kroppen | Bågskytte  | Mixedlag                                 | 2 augusti  |
| Silver | Leo Neugebauer | Friidrott  | Herrarnas tiokamp                        | 3 augusti  |
| Silver | Isabell Werth | Ridsport   | Individuell dressyr                      | 4 augusti  |
| Silver | Sarah Brüßler Jule Hake Pauline Jagsch Paulina Paszek | Kanotsport | Damernas K-4 500 m                       | 8 augusti  |
| Silver | Tysklands herrlandslag i landhockey: - Jean Danneberg - Mats Grambusch - Tom Grambusch - Johannes Große - Malte Hellwig - Teo Hinrichs - Paul-Philipp Kaufmann - Moritz Ludwig - Marco Miltkau - Hannes Müller - Mathias Müller - Gonzalo Peillat - Thies Prinz - Christopher Rühr - Justus Weigand - Niklas Wellen - Lukas Windfeder - Martin Zwicker               | Landhockey | Herrarnas turnering                      | 8 augusti  |
| Silver | Malaika Mihambo | Friidrott  | Damernas längdhopp                       | 8 augusti  |
| Silver | Oliver Klemet | Simning    | Herrarnas maraton (10 km)                | 9 augusti  |
| Silver | Esther Henseleit | Golf       | Damernas individuella tävling            | 10 augusti |
| Silver | Nils Ehlers Clemens Wickler | Volleyboll | Herrarnas beachvolleyboll                | 10 augusti |
| Silver | Lea Sophie Friedrich | Cykling    | Damernas sprint                          | 11 augusti |
| Silver | Tysklands herrlandslag i handboll: - Rune Dahmke - Justus Fischer - Johannes Golla - Marko Grgić - Kai Häfner - Sebastian Heymann - Tim Hornke - Juri Knorr - Jannik Kohlbacher - Lukas Mertens - David Späth - Christoph Steinert - Renārs Uščins - Luca Witzke - Andreas Wolff                                                                                     | Handboll   | Herrarnas turnering                      | 11 augusti |
| Brons  | Maren Völz Tabea Schendekehl Leonie Menzel Pia Greiten | Rodd       | Damernas scullerfyra                     | 31 juli    |
| Brons  | Isabel Gose | Simning    | Damernas 1500 m frisim                   | 31 juli    |
| Brons  | Noah Hegge | Kanotsport | Herrarnas kayakcross i slalom            | 5 augusti  |
| Brons  | Pauline Grabosch Emma Hinze Lea Sophie Friedrich | Cykling    | Damernas lagsprint                       | 5 augusti  |
| Brons  | Nelvie Tiafack | Boxning    | Herrarnas boxning supertungvikt (+92 kg) | 7 augusti  |
| Brons  | Jule Hake Paulina Paszek | Kanotsport | Damernas K-2 500 m                       | 9 augusti  |
| Brons  | Tysklands damlandslag i fotboll: - Nicole Anyomi - Ann-Katrin Berger - Jule Brand - Klara Bühl - Sara Doorsoun - Vivien Endemann - Laura Freigang - Merle Frohms - Giulia Gwinn - Marina Hegering - Kathrin Hendrich - Sarai Linder - Sydney Lohmann - Janina Minge - Sjoeke Nüsken - Alexandra Popp - Felicitas Rauch - Lea Schüller - Bibiane Schulze - Elisa Senß | Fotboll    | Damernas turnering                       | 9 augusti  |
| Brons  | Alexandra Burghardt Rebekka Haase Sophia Junk[a] Gina Lückenkemper Lisa Mayer | Friidrott  | Damernas 4 × 100 m                       | 9 augusti  |

a  Idrottaren deltog endast i försöken och erhöll medalj.

## Medaljer i olika sporter
Antalet utdelade medaljer i olika sporter:
| Sport      | 1  | 2  | 3 | Totalt |
| Ridsport   | 4  | 1  | 0 | 5      |
| Kanotsport | 2  | 2  | 2 | 6      |
| Friidrott  | 1  | 2  | 1 | 4      |
| Simning    | 1  | 1  | 1 | 3      |
| Rodd       | 1  | 0  | 1 | 2      |
| Basket     | 1  | 0  | 0 | 1      |
| Triathlon  | 1  | 0  | 0 | 1      |
| Gymnastik  | 1  | 0  | 0 | 1      |
| Cykling    | 0  | 1  | 1 | 2      |
| Bågskytte  | 0  | 1  | 0 | 1      |
| Golf       | 0  | 1  | 0 | 1      |
| Handboll   | 0  | 1  | 0 | 1      |
| Judo       | 0  | 1  | 0 | 1      |
| Landhockey | 0  | 1  | 0 | 1      |
| Volleyboll | 0  | 1  | 0 | 1      |
| Boxning    | 0  | 0  | 1 | 1      |
| Fotboll    | 0  | 0  | 1 | 1      |
| Totalt     | 12 | 13 | 8 | 33     |

## Tävlande
Lista på antalet tävlande i olika sporter:
| Sport          | Damer | Herrar | Totalt |
| -------------- | ----- | ------ | ------ |
| Badminton      | 1     | 3      | 4      |
| Basket         | 16    | 12     | 28     |
| Bordtennis     | 3     | 3      | 6      |
| Boxning        | 1     | 1      | 2      |
| Brottning      | 4     | 3      | 7      |
| Bågskytte      | 3     | 1      | 4      |
| Cykling        | 13    | 12     | 25     |
| Friidrott      | 37    | 42     | 79     |
| Fotboll        | 18    | 0      | 18     |
| Fäktning       | 1     | 1      | 2      |
| Golf           | 2     | 2      | 4      |
| Gymnastik      | 10    | 6      | 16     |
| Handboll       | 14    | 14     | 28     |
| Judo           | 6     | 4      | 10     |
| Kanotsport     | 12    | 12     | 24     |
| Landhockey     | 16    | 16     | 32     |
| Modern femkamp | 2     | 2      | 4      |
| Ridsport       | 3     | 6      | 9      |
| Rodd           | 5     | 18     | 23     |
| Segling        | 7     | 7      | 14     |
| Simhopp        | 5     | 4      | 9      |
| Simning        | 10    | 15     | 25     |
| Skytte         | 8     | 5      | 13     |
| Skateboard     | 1     | 1      | 2      |
| Sportklättring | 1     | 2      | 3      |
| Surfing        | 1     | 1      | 2      |
| Taekwondo      | 1     | 0      | 1      |
| Tennis         | 4     | 6      | 10     |
| Triathlon      | 3     | 3      | 6      |
| Volleyball     | 4     | 14     | 18     |
| Total          | 212   | 216    | 428    |

## Kanotsport

### Slalom
Tyskland fick fyra kvotplatser i slalomtävlingen i OS, genom 2023 års ICF världsmästerskap i kanotslalom i London, Storbritannien.
| Idrottare        | Gren          | Försöksheat | Försöksheat | Försöksheat | Försöksheat | Försöksheat | Försöksheat | Semifinal | Semifinal | Final  | Final |
| Idrottare        | Gren          | Försök 1    | Plac.       | Försök 2    | Plac.       | Bäst        | Plac.       | Tid       | Plac.     | Tid    | Plac. |
| ---------------- | ------------- | ----------- | ----------- | ----------- | ----------- | ----------- | ----------- | --------- | --------- | ------ | ----- |
| Elena Lilik      | Damernas C-1  | 107,95      | 7           | 103,29      | 2           | 103,29      | 5 Q         | 113,59    | 7 FA      | 103,54 | 2     |
| Ricarda Funk     | Damernas K-1  | 97,15       | 7           | 94,95       | 6           | 94,95       | 6 Q         | 97,31     | 1 Q       | 149,08 | 11    |
| Sideris Tasiadis | Herrarnas C-1 | 92,44       | 6           | 92,43       | 7           | 92,43       | 7 Q         | 96,74     | 3 Q       | 97,27  | 4     |
| Noah Hegge       | Herrarnas K-1 | 87,67       | 8           | 87,15       | 6           | 87,15       | 10 Q        | 91,24     | 2 Q       | 89,73  | 7     |

| Idrottare     | Gren                 | Tidsförsök | Plac. | Omgång 1 | Återkval | Heat     | Kvartsfinal      | Semifinal        | Final            | Final |
| Idrottare     | Gren                 | Tidsförsök | Plac. | Position | Position | Position | Position         | Position         | Position         | Plac. |
| ------------- | -------------------- | ---------- | ----- | -------- | -------- | -------- | ---------------- | ---------------- | ---------------- | ----- |
| Ricarda Funk  | Damernas kajakcross  | 72,89      | 7     | 1 Q      | Vidare   | 2 Q      | 4                | Gick inte vidare | Gick inte vidare | 14    |
| Elena Lilik   | Damernas kajakcross  | 74,19      | 13    | 1 Q      | Vidare   | 1 Q      | 1 Q              | 2 FA             | 4                | 4     |
| Noah Hegge    | Herrarnas kajakcross | 68,01      | 8     | 1 Q      | Vidare   | 1 Q      | 1 Q              | 1 FA             | 3                | 3     |
| Stefan Hengst | Herrarnas kajakcross | 69,67      | 38    | 2 Q      | Vidare   | 4        | Gick inte vidare | Gick inte vidare | Gick inte vidare | 30    |

### Sprint
Tyska kanotister kvalificerade åtta båtar i varje av de följande distanserna i sprinttävlingen i OS genom 2023 års ICF världsmästerskap i kanotsprint i Duisburg, Tyskland.
| Idrottare                                             | Gren      | Heat    | Heat  | Kvartsfinal | Kvartsfinal | Semifinal        | Semifinal        | Final            | Final            |
| Idrottare                                             | Gren      | Tid     | Plac. | Tid         | Plac.       | Tid              | Plac.            | Tid              | Plac.            |
| ----------------------------------------------------- | --------- | ------- | ----- | ----------- | ----------- | ---------------- | ---------------- | ---------------- | ---------------- |
| Lisa Jahn                                             | C-1 200 m | 48,92   | 3 KF  | 48,55       | 5           | Gick inte vidare | Gick inte vidare | Gick inte vidare | Gick inte vidare |
| Maike Jakob                                           | C-1 200 m | 48,67   | 6 KF  | 51,40       | 6           | Gick inte vidare | Gick inte vidare | Gick inte vidare | Gick inte vidare |
| Lisa Jahn Hedi Kliemke                                | C-2 500 m | 2:01,15 | 5 KF  | 1:56,56     | 4 FB        | Gick inte vidare | Gick inte vidare | 1:56,48          | 9                |
| Enja Rößeling                                         | K-1 500 m | 1:56,8  | 5 KF  | 1:52,74     | 4 SF        | 1:57,22          | 8                | Gick inte vidare | Gick inte vidare |
| Jule Hake Paulina Paszek                              | K-2 500 m | 1:39,03 | 1 SF  | Vidare      | Vidare      | 1:38,84          | 2 FA             | 1:39,46          | 3                |
| Pauline Jagsch Lena Röhlings                          | K-2 500 m | 1:41,45 | 1 SF  | Vidare      | Vidare      | 1:39,51          | 1 FA             | 1:40,09          | 6                |
| Sarah Brüßler Jule Hake Pauline Jagsch Paulina Paszek | K-4 500 m | 1:32,34 | 1 FA  | –           | –           | Vidare           | Vidare           | 1:32,62          | 2                |

| Idrottare                                                 | Gren       | Heat    | Heat  | Kvartsfinal | Kvartsfinal | Semifinal | Semifinal | Final   | Final |
| Idrottare                                                 | Gren       | Tid     | Plac. | Tid         | Plac.       | Tid       | Plac.     | Tid     | Plac. |
| --------------------------------------------------------- | ---------- | ------- | ----- | ----------- | ----------- | --------- | --------- | ------- | ----- |
| Sebastian Brendel                                         | C-1 1000 m | 3:45,48 | 1 SF  | Vidare      | Vidare      | 3:44,78   | 1 FA      | 3:51,44 | 8     |
| Tim Hecker Peter Kretschmer                               | C-2 500 m  | 1:41,58 | 6 KF  | 1:39,94     | 1 SF        | 1:41,58   | 2 FA      | 1:41,62 | 5     |
| Jakob Thordsen                                            | K-1 1000 m | 3:29,88 | 2 SF  | Vidare      | Vidare      | 3:29,34   | 3 FA      | 3:36,82 | 8     |
| Anton Winkelmann                                          | K-1 1000 m | 3:27,80 | 1 SF  | Vidare      | Vidare      | 3:31,51   | 7 FB      | 3:28,04 | 10    |
| Max Lemke Jacob Schopf                                    | K-2 500 m  | 1:28,03 | 1 SF  | Vidare      | Vidare      | 1:28,13   | 1 FA      | 1:26,87 | 1     |
| Tom Liebscher-Lucz Max Rendschmidt                        | K-2 500 m  | 1:28,39 | 1 SF  | Vidare      | Vidare      | 1:27,67   | 4 FA      | 1:27,54 | 5     |
| Max Lemke Tom Liebscher-Lucz Max Rendschmidt Jacob Schopf | K-4 500 m  | 1:20,51 | 1 SF  | Vidare      | Vidare      | 39,07     | 1 Q       | 1:19,80 | 1     |

FA = Kvalificerad till A-finalen (chans för medalj).
FB = Kvalificerad till B-finalen (ingen medalj).

## Ridsport
Tyskland deltog med en hel trupp av ryttare i vardera dressyr-, fälttävlan- och hopptävlingar. Tyskland kvalificerade sina lag i hoppning och dressyr genom en femte respektive en bronsplacering i lag vid Ryttar-VM 2022 i Herning, Danmark och laget i fälttävlan genom guldplaceringen i lag VM  i Pratoni del Vivaro, Italien.

### Dressyr
Lag om tre ekipage, samt tre individuella platser:
| Ryttare                   | Häst      | Grand Prix | Grand Prix | Grand Prix Freestyle | Grand Prix Freestyle | Totalt | Totalt |
| Ryttare                   | Häst      | Poäng      | Placering  | Teknisk              | Artistisk            | Poäng  | Totalt |
| ------------------------- | --------- | ---------- | ---------- | -------------------- | -------------------- | ------ | ------ |
| Jessica von Bredow-Werndl | Dalera    | 82,065     | 1 Q        | 82,357               | 97,829               | 90,093 | 1      |
| Frederic Wandres          | Bluetooth | 76.118     | 10 Q       | 75.214               | 87.486               | 81.350 | 13     |
| Isabell Werth             | Wendy     | 78.913     | 3 Q        | 81.714               | 97.514               | 89.614 | 2      |

| Ryttare                                                  | Häst    | Grand Prix | Grand Prix | Grand Prix Special | Grand Prix Special | Totalt  | Totalt    |
| Ryttare                                                  | Häst    | Poäng      | Placering  | Poäng              | Placering          | Poäng   | Placering |
| -------------------------------------------------------- | ------- | ---------- | ---------- | ------------------ | ------------------ | ------- | --------- |
| Jessica von Bredow-Werndl Frederic Wandres Isabell Werth | Se ovan | 237,546    | 1 Q        | 235,790            | 1                  | 235,790 | 1         |

Q = Kvalificerade sig till finalen baserad på sin placering i sin grupp.

q = Kvalificerade sig till finalen baserad på sin totala position.

### Fälttävlan
Lag om tre ekipage, samt tre individuella platser:
| Tävlande         | Häst     | Dressyr | Dressyr | Terrängbana | Terrängbana | Terrängbana | Hoppning         | Hoppning         | Hoppning         | Hoppning         | Hoppning         | Hoppning         | Totalt           | Totalt           |
| Tävlande         | Häst     | Dressyr | Dressyr | Terrängbana | Terrängbana | Terrängbana | Kval             | Kval             | Kval             | Final            | Final            | Final            | Totalt           | Totalt           |
| Tävlande         | Häst     | Straff  | Plac.   | Straff      | Totalt      | Plac.       | Straff           | Totalt           | Plac.            | Straff           | Totalt           | Plac.            | Straff           | Plac.            |
| ---------------- | -------- | ------- | ------- | ----------- | ----------- | ----------- | ---------------- | ---------------- | ---------------- | ---------------- | ---------------- | ---------------- | ---------------- | ---------------- |
| Michael Jung     | Chipmunk | 17,80   | 2       | 0           | 17,80       | 1           | 4,00             | 21,80            | 1 Q              | 0                | 21,80            | 1                | 21,80            | 1                |
| Julia Krajewski  | Nickel   | 26,90   | 15      | 4,80        | 32,10       | 14          | 0,40             | 32,10            | 11 Q             | 0                | 32,10            | 11               | 32,10            | 10               |
| Christoph Wahler | Carjatan | 29,40   | 21      | 200         | 229,40      | Ute         | Gick inte vidare | Gick inte vidare | Gick inte vidare | Gick inte vidare | Gick inte vidare | Gick inte vidare | Gick inte vidare | Gick inte vidare |

| Tävlande                                      | Häst    | Dressyr | Dressyr   | Terrängbana | Terrängbana | Terrängbana | Hoppning | Hoppning | Hoppning  | Totalt | Totalt    |
| Tävlande                                      | Häst    | Straff  | Placering | Straff      | Totalt      | Placering   | Straff   | Totalt   | Placering | Straff | Placering |
| --------------------------------------------- | ------- | ------- | --------- | ----------- | ----------- | ----------- | -------- | -------- | --------- | ------ | --------- |
| Julia Krajewski Michael Jung Christoph Wahler | Se ovan | 74,10   | 2         | 204,80      | 278,90      | 14          | 4.40     | 283,30   | 14        | 283,30 | 14        |

### Hoppning
Lag om tre ekipage, samt tre individuella platser:
| Ryttare           | Häst           | Kval   | Kval      | Final            | Final            | Final            | Omhoppning       | Omhoppning       | Omhoppning       |
| Ryttare           | Häst           | Straff | Placering | Straff           | Tid              | Placering        | Straff           | Tid              | Placering        |
| ----------------- | -------------- | ------ | --------- | ---------------- | ---------------- | ---------------- | ---------------- | ---------------- | ---------------- |
| Philipp Weishaupt | Zineday        | 4      | 30 Q      | 5                | 84,14            | 12               | Gick inte vidare | Gick inte vidare | Gick inte vidare |
| Christian Kukuk   | Checker 47     | 4      | 24 Q      | 0                | 82,38            | 1 Q              | 0                | 38,34            | 1                |
| Richard Vogel     | United Touch S | 12     | 55        | Gick inte vidare | Gick inte vidare | Gick inte vidare | Gick inte vidare | Gick inte vidare | Gick inte vidare |

| Ryttare                                         | Häst    | Kval   | Kval      | Final  | Final  | Final     | Omhoppning | Omhoppning | Omhoppning |
| Ryttare                                         | Häst    | Straff | Placering | Straff | Tid    | Placering | Straff     | Tid        | Placering  |
| ----------------------------------------------- | ------- | ------ | --------- | ------ | ------ | --------- | ---------- | ---------- | ---------- |
| Philipp Weishaupt Christian Kukuk Richard Vogel | Se ovan | 0      | 1 Q       | 8      | 229,57 | 5         | –          | –          | –          |